# فرط حمل الحديد
فرط حمل الحديد أو التحميل المفرط بالحديد (بالإنجليزية: iron overload)‏ أو داء ترسب الأصبغة الدموية (بالإنجليزية: Hemochromatosis)‏ هو مصطلح طبي يعني تراكم الحديد داخل جسم الإنسان عادة يكون ناتج عن اختلال جيني مما يؤدي إلى امتصاص كميات كبيرة من الحديد من الجهاز الهضمي فتترسب في الكبد ويؤدي هذا الأمر إلى حدوث سرطان الكبد.

## المصطلح

### داء ترسب الأصبغة الدموية أو هيموسيدروسس
في الماضي، استخدم مصطلح اكتناز الحديد -هيموكروماتوسس- (بالإنجليزية: haemochromatosis)‏، للإشارة لما يعرف الآن طبياً بـ داء ترسب الأصبغة الدموية نوع1 أو (HFE الهيموكرومات المورث)، حالياً أصبح مصطلح داء ترسب الأصبغة الدموية يطلق على زيادة نسبة الحديد، إما بسبب وراثي جيني-سبب ابتدائي أو بسبب اضطراب في عملية الأيض-التمثيل الغذائي في الجسم، دون النظر إلى مايعنيه المصطلح تحديداً، على أي حال، أصبح شائعا الآن على نطاق واسع، استخدام المصطلح للإشارة إلى أي شكل من اشكال اكتناز الحديد أو زيادة الحديد، ومن ثم يلزم تحديد سبب ارتفاع الحديد في الجسم، مثل أن يكون سبب وراثي!.

## اكتناز الحديد الوراثي
يكون الناتج عن خلل في الكروموسوم الجسدي أو الصبغة الجسدية المتنحية، وتقدر نسبة انتشار المرض في المجتمع بـ 1 بين كل 500 مريض من أصول أوروبية، مع نسبة حصول متدنية للمرض مقارنة بباقي المجموعات العرقية.
الجين -الصبغة الوراثية- المسؤولة عن داء الهيموكروماتوزيز الوراثي يعرف بـ (الجين HFE) المحمول على الكروموسوم 6 وهو الجين المسؤول عن معظم الطفرات المسببة لمرض الداء ترسب الأصبغة الدموية الوراثي.
الداء ترسب الأصبغة الدموية الوراثي هو خاصية تسارع معدل امتصاص الحديد في الأمعاء، ومن ثم تراكم الحديد بشكل متصاعد في أماكن مختلفة من الأنسجة، وغالبا تبدأ بالظهور في العقد الثالث أو الرابع من العمر، ولكن قد تحدث عند الطفل، وأكثر عَرَض لهذه الحالة هو التليف الكبدي، بالإضافة إلى بعض الحالات مجتمعة مثل: قصور الغدة النخاميه، اعتلال عضلة القلب، التهاب المفاصل، السكري وفرط التصبغ، وذلك إذا تركت هذه الحالة دون علاج، ومع الاعتراف بأن العلاج سهل نسبياً، إلا ان التشخيص المبكر، قبل ظهور أعراض أو علامات المرض، أمر ضروري.
يشير مصطلح هيموسِدروسس -haemosiderosis- بشكل عام، للتأثير المَرَضي لتراكم الحديد في أي عضو من الجسم، والتي غالباً ما تحدث على شكل مركب-الحديد المكتنز وهو مايطلق عليه -أحيانا- اختصار: siderosis.

## تعاريف أخرى
بعض التعاريف الأخرى للحالات المتمايزة للمرض:
الداء الهيموسيدريني: هو اكتناز الحديد المتسبب من كثرة نقل الدم للمريض-اكتناز حديد ثانوي
الداء الهيموسيدريني: هو مركب-الحديد المكتنز، داخل الخلايا، في حين ان مصطلح اكتناز الحديد يشير إلى مركب-الحديد المكتنز، داخل الخلايا وخارجها-النسيج البيني.
الداء الهيموسيدريني: هو زياده الحديد في الجسم بالقدرالذي لا يحدث الضرر للأعضاء، على العكس من مايعنيه مصطلح: اكتناز الحديد-هيموكروماتوسس- وهو الزيادة المحدثه للضرر.
الداء الهيموسيدريني: هوالتحول القهري من الداء ترسب الأصبغة الدموية إلى الداء الهيموسيدريني، الناتج عن الطبيعة الانعكاسية لتراكم الحديد داخل نظام الخلايا البلعمية وحيدة النواة- Mononuclear phagocyte system.

## الفحص السريري
الكبد والقلب من الأعضاء الشائع تأثرها بزيادة نسب الحديد في الجسم بالإضافة إلى الغدد الصماء. وقد يكون الداء ترسب الأصبغة الدموية مصحوبا مع المتلأزمات المرضية التالية:
- تليف الكبد
- السكري
- اعتلال عضلة القلب
- التهاب المفاصل
- فشل الخصية-العقم
- تسفع الجلد
- آلآم المفاصل والعظام

## أسباب المرض
تكون ظاهرة بين الحالات الأولية والحالات الثانوية للمرض،

### اكتناز الحديد الأولي
حيث يكون المسبب الرئيس للمرض وراثي-جيني، ويجدر القول بان معظم حالات الهيموكرومات المورث قد تم معرفتها بشكل أفضل في نهايات القرن العشرين. حيث تم افتراض جين مفرد-خطأً- كجين مسؤول عن المرض.
في الحقيقة، الغالبية العظمى كانت تعتمد على الجين اتش إف إ - HFE gene المكتشف في العام 1996، لكن منذ ذلك الحين اٌكتشفت بعض الحالات الأخرى، وفي بعض الأحيان كانت تودع سويةً في مجموعات- وصنفت كهيموكرومات مورثة غير تقليدية، هيموكرومات مورثة غير متعلقة بـ الجين HFE أو هيموكرومات غير متعلقة بالجين HFE. انظر. فرط حمل الحديد

### اكتناز الحديد الثانوي
- تكسر الدم الحاد المزمن لأي سبب من الأسباب، ويشمل ذلك تكسر الدم داخل الأوعية الدموية وتكون الكريات الدموية غير الفعالة - تكسر الدم داخل النخاع العظمي.
- تكرار نقل الدم، سواءً نقل دم كامل أو نقل لكريات الدم الحمراء فقط، والتي عادة ماتكون محتاجة من قبل الافراد الذين يعانون من فقر الدم الوراثي-الانيميا-مثل: انيميا البحر المتوسط-بيتا ثلاسيميا-، الانيميا المنجليه، انيميا الماس-بلاك فان أو الانيميا المكتسبة مثل نقل الدم لكبار السن في حالات متلازمة خلل التنسج النقوي.
- فرط استعمال إبر الحديد المكملة، مثل مايحدث في حالات تسمم الحديد
- تناول الوجبات الغنية جدا بالحديد.
- بعض العوامل التي لا تسبب اكتناز الحديد بذاتها، دون العوامل المهيئة لذلك، وتشمل: التليف الكبدي-خصوصا المتعلق بمعاقرة الكحول-، التهاب الكبد الدهني غير الكحولي لأي سبب من الأسباب، البورفيريا الجلدية البطيئة، غسيل الكلى-الدم-طويل الامد، ما بعد تحويل الوريد الجوفي البوابي.

## تشخيص المرض
هناك طرق مختلفة ومتاحة لتشخيص ومراقبة ارتفاع الحديد تشمل:
- مصل الفريتين
- فحص خزعة الكبد
- الجين HFE
- التصوير بالرنيني المغناطيسي

## مابعد المرض
ثلث الحالات الغير معالجة اصيبت بسرطانة الخلية الكبدية.

## العلاج
الاستمرار في جدول زمني لطرح الدم بكميات معينة خارج الدورة الدموية - الفصد- (بالإنجليزية: phlebotomies)‏